# Vincenzo Lapuma
Vincenzo Lapuma, italijanski rimskokatoliški duhovnik, škof in kardinal, * 22. januar 1874, Palermo, † 4. november 1943.

## Življenjepis
13. septembra 1896 je prejel duhovniško posvečenje.
7. aprila 1925 je bil imenovan za tajnika Kongregacije za zadeve verujočih.
16. decembra 1935 je bil povzdignjen v kardinala in imenovan za kardinal-diakona Ss. Cosma e Damiano.
31. decembra 1935 je postal prefekt kongregacije.